# نويل سانفيسينتي بيتيلمي
نويل سانفيسينتي بيتيلمي (بالإسبانية: Noel Sanvicente) (21 ديسمبر 1964 ببويرتو أورداز في فنزويلا - ) هو مدرب كرة قدم ولاعب كرة قدم فنزويلي في مركز الهجوم. شارك مع منتخب فنزويلا لكرة القدم. أما مع النوادي، فقد لعب مع مينيروس دو غويانا ونادي كاراكاس وC.S. Marítimo de La Guaira ‏ وMinervén S.C. ‏.

## روابط خارجية
- نويل سانفيسينتي بيتيلمي على موقع قاعدة بيانات كرة القدم.إي يو (الإنجليزية)
- نويل سانفيسينتي بيتيلمي على موقع ناشيونال فوتبول تيمز (الإنجليزية)